# Биоикономика
Биоикономика е изучаването на динамиката на живите ресурси, използвайки икономически модели. Това е опит да се приложат методите на икономика на околната среда и екологичната икономика към емпиричната биология.
Биоекономика е науката, определяща прага на социоикономическа активност, за който една биологична система може ефективно да бъде използвана, без да се разрушат условията за нейната регенерация и следователно нейната способност да устоява на въздействията на човека (устойчивост на околната среда).

## История
Биоикономиката е тясно свързана с ранното развитие на теории за риболовните икономики, основно в средата на 50-те години на 20 век от канадския икономист Скот Гордън (през 1954) и Антъни Скот (1955). Техните идеи са базирани на тогавашните постижения в биологичните риболовни моделирания, основно работите на Милнер Бейли Ше (1957) върху установяването на формално отношение между риболовните активности и биологическия растеж чрез математическо моделиране, потвърдено от емпиричните изследвания, също са свързани с екологията и околната среда, и защитата на ресурсите.
Тези идеи произлизат от мултидисциплинарната наука за риболова и околната среда в Канада в онези години. Така че науката за риболова и моделирането в тази област се развива скоростно по време на един продуктивен и иновативен период, в частност сред канадските изследователи на риболова от различни дисциплини. Популярното моделиране и смъртност на рибата са въведени за икономистите и нови средства за интердисциплинарно моделиране идват на разположение на икономистите, които правят възможно да се оцени биологичните и икономически въздействия на различните риболовни активности и решения на риболовния мениджмънт.
По-късно Никола Джорджеску-Рьоген анализира икономическите процеси на принципа на ентропията. Неговата теория е описана в книгата „Законът за ентропията и икономически процес“, публикувана в 1971. Никола Джорджеску-Рьоген подчертава противоречието според него между втория закон на термодинамиката, закона за ентропията – деградацията (изтощаването) на енергията и на природните ресурси, полезни за човечеството от една страна, и икономическия растеж без ограничения от друга страна. Той призова в период на икономически спад – някои вече говорят за устойчив спад – за отчитане на физичните закони на ентропията. Всеки икономически процес, който произвежда материалните блага намалява наличието на енергия в бъдеще и следователно – бъдещата възможност за производство на други стоки и материални неща. За да се различи теорията на Джорджеску-Рьоген от тази на Гордън и Скот, тя е наречена „термоикономика“ (thermoeconomics).

## Перспективи
А. Ю. Чернов в книгата си „Перспективы создания самовоспроизводящихся автоматических систем (САС)“ определя биоикономиката като производство, основано на самовъзпроизвеждащи се системи от машини. Той пише следното:
| „ | Балансираният растеж на тази гигантска, постоянно усложняваща се система (световната икономика) с всяка година става все по-труден, което рано или късно ще доведе до неговото спиране в развитите страни на света. За да не допуснем това, трябва да внедряваме нови подходи в организацията на материалното производство. Едно от тези решения може да ни подскаже живата природа, която в известен смисъл, може да се разглежда като своеобразна производствена система. Обаче принципите на нейната организация са диаметрално различни от тези на общественото производство. Вместо специализирани отрасли и предприятия тук функционират живи клетки – универсални самовъзпроизвеждащи се „производствени“ единици, които в процеса на развитие на организма „произвеждат“ себеподобни единици, а после се „пренастройват“ на тясно специализирани цели, запазвайки при това своята автономия и способност да „копират“ дубльори. Темповете на разширение на „производствения потенциал“ на биологическите системи от икономическа гледна точка са фантастически. Например при плъха за 90 дни от началото на развитие на ембриона, числото на клетките се увеличава 67 млрд. пъти. Създаването на самовъзпроизвеждащи се производствено затворени системи, подобни на живите клетки, открива качествено нови възможности. При съвременното ниво на развитие на техниката и технологиите може да се достигне 2-годишен цикъл на самовъзпроизводство на САС с традиционните технологии. Производствените възможности на космическата биоикономика са практически безгранични. Така например при 2-годишен период на самовъзпроизводство на САС (да допуснем маса 100 т) тя би могла да преработи за 100 години цялата маса на астероидите и малките планети (1,8х1018 т), давайки от порядъка на 100 млн. тона различни изделия и материали на 1 жител на Земята. Една изходна материнска САС за 150 години би могла да преработи масата на всички планети на Слънчевата система (2,7 х1024 т). Разбира се такова развитие на биоикономиката не е самоцел, а средство за последващо развитие на крупномащабно производство на необходимите стоки за народа и производството. Производственият потенциал на всяка САС изначално е ориентиран към широк кръг материали и изделия с двойно предназначение, т.е. необходими за самовъзпроизводство САС и едновременно полезни за обществото. Биоикономиката може да се превърне в оръжие за целенасочена реконструкция на неудобните и трудни за живот на хората райони на Земята. Наземните САС, разположени в пустините, тундрата, районите на Крайния Север, тайгата, блатата, планините и т.н. по зададени програми ще рекултивират околната местност с цел създаване на удобни за живот „оазиси“ (от открит или оранжериен тип). Още по-големи потенциални възможности имат плаващите САС. С тяхна помощ, създавайки плаващи понтони, при желание може цялата или част от повърхността на моретата и океаните да бъде превърната в пригодна за живот на хората среда. Нещо повече, самият корпус на плаващата САС може да служи като своеобразен плаващ остров за едно или няколко семейства. Ако разположим на палубата оранжерия с растителност, жилищни помещения и друга инфраструктура, необходима за пълноценен живот и отдих, САС може да се превърне в идеална изкуствена минибиосфера, свободно местеща се по желание на жителите в различни климатични зони и географски райони. Естествено че още по-големи, грандиозни перспективи в разселването на хората открива космическата биоикономика. Система от космически САС ще позволи реално да осъществим колонизация на близкия космос в кратки срокове. Единият път за колонизация е формиране с помощта на САС на „биосферни оазиси“ на повърхността на Луната, планетите от Слънчевата система и техните спътници, другият – създаване на изкуствени селища в открития космос, подобни на изложените в проектите на О Нейле и други учени. Колонизацията на космоса силно ще измени съществуващия обществен порядък, тъй като влиянието на държавата на космическите селища (особено на отдалечените и мобилните) ще бъде доста ограничено. Това ще е допълнителна гаранция за запазване и развитие на демократичните основи на обществото (в краен случай, по отношение на част от космическите колонии). Тези, които се опасяват от гибелта на човечеството в термоядрена война или други възможни катаклизми, могат да разгледат космическите САС като своеобразен „Ноев ковчег“, който ще помогне да бъде запазена поне част от хората и натрупания опит на световната цивилизация от унищожение. | “ |

## Европейска биоикономическа политика
През ХХ век се раждат нови концепции и теории за синхронизиране на екологичната с икономическата и социалната сфери, като предлаганите подходи включват идеята това да се осъществява главно чрез иновации и технологии,вкл. биотехнологии. Устойчивото развитие възражда популярността си като стратегическо направление, заедно с търсенето на инструменти за неговото постигане. Наред с идеите за зелена и кръгова икономика биоикономиката се очертава като концепция за комбиниране на иновативни и кръгови подходи в
секторите, занимаващи се с продукти с органичен произход. Още през 1994 г. Европейската комисия възприема биотехнологиите „като една от найобещаващите и решаващи технологии за устойчиво развитие“ през XXI век и започва да фокусира икономическите дейности върху нейното развитие и използване. Биоикономиката се разглежда като област, в която биотехнологиите имат значителен дял в производството и се основават на принципите на устойчивото развитие. Във връзка с утвърдената от ЕС политика за развитие на ресурсно ефективна и устойчива икономика са разработени стратегия за биоикономика и план за действие, чиято цел е да подкрепят биоикономическите сектори чрез нови технологии, по-голяма конкурентоспособност и по-тясно сътрудничество между различните заинтересувани страни. Подчертава се необходимостта от цялостен подход за справяне с проблемите в няколко области – екология, околна среда, енергийни доставки, снабдяване с храни, както и с предизвикателствата, породени от все по-намаляващите природни ресурси, пред които Европа и светът са изправени днес.